# Wall to Wall
«Wall to Wall» — первый сингл Криса Брауна из второго сольного альбома Exclusive. В Австралии, несмотря на то что сингл занял лишь 21-е место, ему удалось получить сертификат золотого.

## Видео
Видео на Wall to Wall было снято в США. Премьера состоялась в 21 мая 2007 года на AOL MUSIC.

## Список композиций
Digital download
1. «Wall to Wall» — 3:51

Макси-сингл
1. «Wall to Wall» — 3:48
2. «Wall to Wall» (Instrumental) — 3:48
3. «Wall to Wall» (Remix) (featuring Jadakiss) — 4:30
4. «Wall to Wall» (Mike D Remix) (featuring Elephant Man) — 3:43
5. «Wall to Wall» (Music Video)